# 萨比莱站
萨比莱站是文茨皮尔斯-图库姆斯铁路线上的一个火车站，车站于1924年建成并投入使用，车站附近的居民点是塔爾西市鎮下辖的维尔比堂区内的新堂区村，距离薩比萊镇11 km（6.8 mi）。